# Tosca D’Aquino

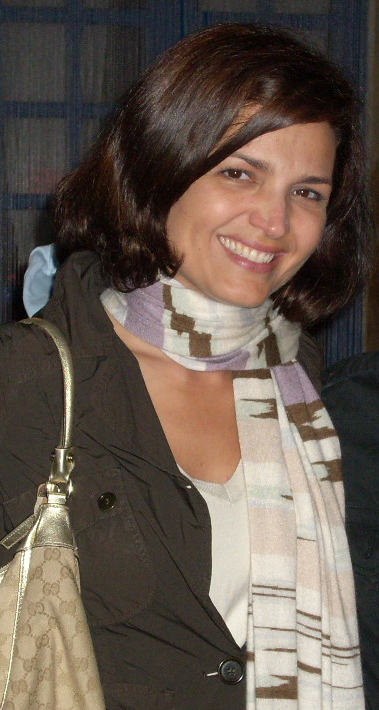
Tosca D’Aquino (2008)

Tosca D’Aquino (* 10. Juni 1966 in Neapel) ist eine italienische Schauspielerin.

## Leben
Nach ihrem Abschluss an der renommierten Schauspielschule Accademia nazionale d’arte drammatica in Rom, konnte sich schnell als Schauspielerin etablieren. So spielte sie in Klaus Kinskis letzten vollendeten Film Kinski Paganini 1989 mit. Weitere Aufmerksamkeit erhielt sie, als sie 1995 und 1996 in den von Leonardo Pieraccioni inszenierten Liebeskomödien I laureati und Amore Amore mitspielte. Seit dem Jahr 2000 trat sie seltener im Kino auf und arbeitete hauptsächlich für das Fernsehen.

## Filmografie (Auswahl)
- 1989: Kinski Paganini (Paganini)
- 1990: Die Reise des Capitan Fracassa (Il viaggio di Capitan Fracassa)
- 1995: Die schwarzen Löcher (I buchi neri)
- 1995: I laureati
- 1996: Amore Amore (Il ciclone)
- 2001: Bel Ami – Liebling der Frauen (L’uomo che piaceva alle donne – Bel Ami)
- 2002: Ein Leben für den Frieden – Papst Johannes XXIII. (Papa Giovanni – Ioannes XXIII)